# Fernand Kerkhofs
Fernand Kerkhofs, né à Bruges le 17 octobre 1890 et mort à Ixelles le 10 avril 1947, est un journaliste, une personnalité du monde des affaires et un résistant lors de la Seconde Guerre mondiale.

## Biographie
Fernand Janvier Kerkhofs, né à Bruges le 17 octobre 1890, est le fils de Camille Kerkhofs, notaire, et d'Esther Demaseure.
À peine diplômé docteur en droit, il prend part à la Première Guerre mondiale comme volontaire de guerre, notamment lors de missions effectuées en Angleterre.
Il fait du journalisme au journal l'Écho de la bourse avant de devenir directeur du service information de la Société de Bruxelles pour la finance et l’industrie (Brufina), holding d'investissements issu de la Banque de Bruxelles.
Lors de la Seconde Guerre mondiale, il fonde en août 1940 avec Paul Struye la première Libre Belgique clandestine. Il fonde également avec Jean Moens, son ami et collaborateur, Paul Lescornez, René Dufresne, Marcel Van Caester, William Ugeux, Louise de Landsheere, Lucien Lerot, Joseph Dehennin, Joseph Raskin et d'autres résistants, le Service de renseignement Zéro qui travaillait en étroite collaboration avec le SOE britannique et dépendait directement de la Sûreté de l'État,.
Recherché par la Gestapo, il quitte la Belgique en 1941 avec Jean Moens et parvient en Espagne où il est incarcéré pendant six mois au camp de Miranda. Parvenu à Londres via Gibraltar, il suit un entraînement de parachutisme en 1943 et effectue peu après des missions au Congo belge, au Caire ou ailleurs. En 1943, alors qu'il s'entraînait en vue d'un parachutage en Belgique, il se luxe gravement le genou et doit être amputé de la jambe. Il a été fait major de l'ARA (Agents de Renseignement et d'Action).
Après la guerre, il reprend un temps ses activités au service information de la Brufina.
Diminué par ses blessures de guerre, il s'éteint le 10 avril 1947 et reçoit des funérailles à l'église Saint-Adrien à Ixelles avant d'être inhumé dans le cimetière de Bruges.

## Hommage et distinctions
En 1949, Fernand Kerkhofs est nommé lieutenant-colonel à titre posthume par le prince régent Charles de Belgique.
Les distinctions suivantes lui ont été décernées :
- Commandeur de l'ordre de la Couronne avec palmes en mars 1946 (Belgique).
- Croix de guerre 1940-1945 avec palmes (Belgique).
- Médaille de la Résistance armée 1940-1945 (Belgique).
- Ordre de l'Empire britannique à titre militaire, officier (Royaume-Uni).
- Médaille de la Liberté avec palmes de bronze en 1946 (États-Unis).
- Officier de la Légion d'honneur (France).